# 蒲洼乡
蒲洼乡，是中华人民共和国北京市房山區下辖的一个乡。

## 行政区划
蒲洼乡下辖以下地区：
鱼斗泉村、芦子水村、东村、宝水村、蒲洼村、富合村、森水村和议合村。

## 中国传统村落
- 2016年12月，宝水村被评为第四批中国传统村落。